# Jezioro Głębokie (Dolina Słupi)
Jezioro Głębokie (kaszb. Jezoro Głãbòczé) – jezioro w woj. pomorskim, w pow. słupskim, w gminie Dębnica Kaszubska.
Jest to jezioro rynnowe położone na Wysoczyźnie Polanowskiej na obszarze leśnym Parku Krajobrazowego Doliny Słupi. Akwen jeziora obejmuje zróżnicowana i zalesiona linia brzegowa. Poprzez wąski kanał jezioro jest połączone z rzeką Słupią. Brzegiem jeziora prowadzi trasa ścieżki przyrodniczej "Okolice jeziora Głębokiego".

## Dane morfometryczne
Powierzchnia zwierciadła wody według różnych źródeł wynosi od 96,0 ha do 107,5 ha.
Zwierciadło wody położone jest na wysokości 90,7 m n.p.m. lub 91,2 m n.p.m. Średnia głębokość jeziora wynosi 11,5 m, natomiast głębokość maksymalna 31,2 m.